# Diecezja Canelones
Diecezja Canelones – diecezja rzymskokatolicka w Urugwaju. Siedziba mieści się w Canelones w departamencie Canelones.

## Historia
Diecezja Toledo została erygowana 21 listopada 1961 roku przez papieża Jana XXIII jako sufragania archidiecezji Montevideo. Diecezja powstała poprzez wyłączenie z terytorium diecezji San José de Mayo.

## Główne świątynie
- Katedra: Katedra Matki Bożej z Guadalupe w Canelones

## Biskupi Canelones
- Orestes Santiago Nuti Sanguinetti - (2 stycznia 1962 - 25 października 1994)
- Orlando Romero - (25 października 1994 - 23 lutego 2010)
- Alberto Sanguinetti - (23 lutego 2010 - 19 marca 2021)
- Heriberto Bodeant (od 19 marca 2021)